# Чулокское сельское поселение
Чулокское сельское поселение — муниципальное образование в Бутурлиновском районе Воронежской области.
Административный центр — село Чулок.

## Население
| 2010 | 2012  | 2013  | 2014 | 2015 | 2016 | 2017 | 2018 | 2019 |
| ---- | ----- | ----- | ---- | ---- | ---- | ---- | ---- | ---- |
| 1100 | ↘1070 | ↘1031 | ↘992 | ↘955 | ↘942 | ↘931 | ↘909 | ↘880 |
| 2020 | 2021  |       |      |      |      |      |      |      |
| ↘875 | ↗1063 |       |      |      |      |      |      |      |

## Административное деление
Состав поселения:
- село Чулок,
- село Ударник.

## Известные уроженцы
- Черных, Митрофан Ефимович  — родился в селе Чулок, генерал-майор[13].